# ۱۵۳۱ (میلادی)
۱۵۳۱ (میلادی) هزار و پانصد و سی و یکمین سال تقویم میلادی است.
- ۱۰ اکتبر – اولریش تسوینگلی، مترجم و الهی‌دان سوئیسی